# Совиные козодои
Совиные козодои, или совиные лягушкороты (лат. Aegothelidae), — семейство птиц отряда Aegotheliformes, которое ранее помещали в отряд козодоеобразных. Часть видов является эндемиками Новой Гвинеи, один вид распространён в Австралии и Тасмании, один — на Молуккских островах и ещё один — в Новой Каледонии. Обитают в лесах на высоте до 3700 метров над уровнем моря.
Птицы длиной до 30 см и массой до 100 г с круглой головой, слабо выраженными лицевыми дисками и смотрящими вперёд глазами. Оперение в основном окрашено в коричневые, рыжие, каштановые или сероватые цвета разнообразных оттенков со струйчатым рисунком, поперечной рябью или полосками. Своим внешним видом и вертикальной посадкой напоминают сов. Ведут ночной образ жизни, днём прячутся в дуплах деревьев, в расщелинах скал, по берегам рек. Питаются насекомыми, которых ловят во время коротких вылетов с низких веток или собирают с земли. Откладывают обычно три-четыре белых округлых яйца с толстой скорлупой в гнёздах, почти не выложенных листьями, насиживает яйца в основном самка. Только что вылупившиеся птенцы покрыты белым пухом, остаются в гнезде около месяца.
К семейству относят одноимённый род (Aegotheles), в который включают десять современных видов и один вымерший — Aegotheles novaezealandiae из Новой Зеландии, который, по-видимому, ещё обитал на островах, когда туда прибыли первые поселенцы (примерно 1000—800 лет назад). К раннему и среднему миоцену относят ещё одного представителя семейства — Quipollornis koniberi, окаменелые остатки которого были найдены в Новом Южном Уэльсе. В 2021 году семейство было выделено в отдельный отряд Aegotheliformes.

## Этимология
Совиные козодои крайне редко встречаются с людьми, и даже местные племена знают о них очень немного. Первые британцы на континенте называли австралийского представителя семейства (Aegotheles cristatus) «little nightjar» (дословно, «малый козодой»), «fairy owl» («сова-фея»), «little owl» («малая сова») «moth owl» («сова-мотылёк»). Похожее отношение было и у специалистов на заре орнитологии. Родовое имя Aegotheles (от греч. αίξ, αιγός — «коза» и греч. θηλάζω — «доить») представляет собой греческую версию латинского названия Caprimulgus (от лат. capra — «дойная коза» и лат. mulgere — «доить»), которое получили настоящие козодои.
Ранее лягушкоротов (Podargidae) называли совиными козодоями, а представителей данного семейства — совиными лягушкоротами, при этом австралийского совиного козодоя называли также карликовым белоногом. Аналогичным образом названы птицы на английском языке. Дословно название семейства переводится с него как «козодои-сычи» или «козодои-совята».

## Описание
Совиные козодои достигают длины 18—30 см и массы 50—100 г. Своим внешним видом, прежде всего круглой головой, слабо выраженными лицевыми дисками со смотрящими вперёд глазами и вертикальной посадкой, они похожи на небольших сов. У совиных козодоев широкий, короткий и слабый клюв, около кончика которого размещаются открытые ноздри. Как и у австралийских широкоротов (Podargus), клюв окружён длинной щетиной, но её функции пока неизвестны. Возможно, она направляет добычу во время охоты, или как тактильные «усы» помогает птицам перемещаться и находить птенцов в тёмных норах. Евгений Александрович Коблик пишет про осязательные вибриссы вокруг клюва, на лбу и за глазами.

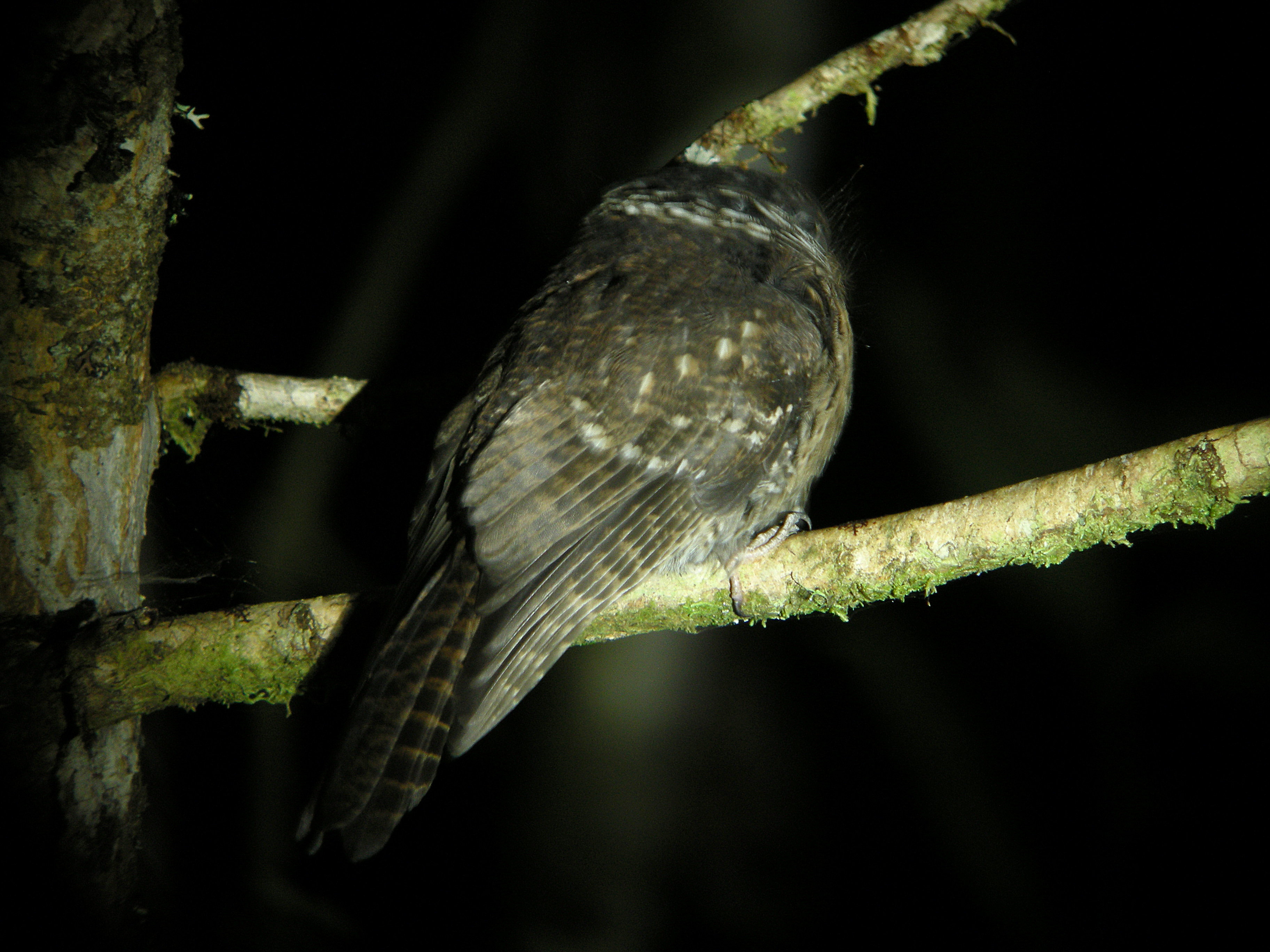
Полуворотник на шее горного совиного козодоя (Aegotheles albertisi)

Крылья совиных козодоев в основном округлые, притуплённые, и только у австралийского совиного козодоя, который обитает в открытом редколесье и районах, покрытых скрэбом (засухоустойчивым кустарником), они слегка вытянуты и заострены. Хвост длинный, ступенчатый. Оперение в основном окрашено в коричневые, рыжие, каштановые или серые цвета разных оттенков. Рисунок на крыльях и хвосте может быть струйчатым, представлен поперечной рябью или полосками. У крупных видов — большого совиного козодоя (Aegotheles insignis), молуккского совиного козодоя (Aegotheles crinifrons) — обширные участки окрашены в рыжевато-каштановый цвет, более мелкие виды в основном коричневые или серовато-чёрные со струйчатым рисунком. Австралийский совиный козодой в засушливых внутренних районах Австралии обычно бледнее и рыжее, чем во влажных регионах, покрытых лесами, при этом птицы в Тасмании очень тёмные. По всей видимости, оперение птиц соответствует преобладающим цветам почвы и скрывает их от хищников. Возможны жирные чёрные или белые пятна-маркеры, бледные полуворотники на задней части шеи или жирные пятна на лопатках. При этом у совиных козодоев, в отличие от настоящих, обычно нет пятен на рулевых и маховых перьях.
Окраска самцов и самок совиных козодоев в основном идентична или имеет очень слабые отличия. Раскаска некоторых видов существенно варьирует, цветовые морфы были обнаружены по крайней мере у пяти видов. В частности, они характерны для самцов и самок большого совиного козодоя и горного совиного козодоя (Aegotheles albertisi), а также для самок австралийского совиного козодоя. Возможно, данный полиморфизм не является истинным, так как встречаются особи с промежуточной окраской.
Лапы совиных козодоев крупнее и сильнее, чем у козодоеобразных, но всё равно довольно слабые. Исключение составляют австралийский совиный козодой и черноспинный совиный козодой (Aegotheles savesi), а также вымерший вид Aegotheles novaezealandiae. Об образе жизни двух последних ничего не известно, но скорее всего они проводили на земле больше времени, чем другие представители семейства. Цевка длинная, без перьев. На наружном пальце присутствуют все фаланги. Этот палец отведён назад, что способствует более крепкому обхвату веток.
Базиптеригоидные сочленения, связывающие нёбноквадратные хрящи с птеригоидами, в черепе отсутствуют. Сонных артерий две. Пудретки и слепая кишка отсутствуют.

## Поведение

### Образ жизни
Совиные козодои ведут ночной образ жизни, днём птиц можно увидеть только если их побеспокоили на отдыхе. Отдыхать открыто в это время суток им обычно мешают медососовые (Meliphagidae), которые путают их с совами и видят в них опасных хищников. Даже во время сна австралийские совиные козодои остаются настороже: птицы приседают, ложась грудью на поверхность и пряча ноги под телом, однако голова остаётся поднятой.
Австралийские, большие, горные и полосатые (Aegotheles bennettii) совиные козодои обычно пережидают день в дуплах деревьев. Для австралийских совиных козодоев дупла являются основным местом отдыха, реже они используют расщелины в скалах и берегах, углубления в насыпях термитов, старые гнёзда шилоклювых тимелий (Pomatostomus), а также крыши заброшенных домов. Большие совиные козодои могут прятаться в кучах опавших листьев и клубках лозы, а горные — в тёмных непроходимых кустарниках, бамбуке или на разломанных деревьях, и только один раз полосатого совиного козодоя отметили на ветке дерева. Места отдыха других видов совиных козодоев всё ещё остаются неизвестными.
Детали поведения птиц днём известны только для хорошо изученных австралийских совиных козодоев. Птицы выбирают дупла на высоте 2—8 м от земли, изредка — до 11 м. Глубина дупла обычно небольшая, но может достигать 2 м. Птицы отдыхают в одном и том же дупле на протяжении нескольких лет или имеют до шести подходящих мест на замену. Если дерево, в дупле которого находится птица, потревожено, то она обычно быстро вылетает из него и сразу направляется в другое убежище. Впрочем, иногда совиные козодои остаются у входа в дупло, а позже возвращаются в него. Холодной зимой птиц видели днём греющимися на солнце в дупле напротив входа.

### Вокализация
Звуковые сигналы птиц, по всей видимости, являются средством защиты и обозначения территории, с их помощью осуществляется большинство внутривидовых коммуникаций. При воспроизведении записей птицы отвечают, а иногда и приближаются, не демонстрируя агрессии.
Репертуар австралийских совиных козодоев, вокализация которых лучше всего описана, заметно меньше, чем у австралийских широкоротов (Podargus) или обычных козодоев (Caprimulgus), и включает четыре типа звуковых сигналов. Основной песней является исполняемая на довольно высокой ноте трещотка «chirr-chiiirrr», служащая для обозначения территории. Как самцы, так и самки могут петь её круглый год, чаще всего сидя на насесте (известно о звуковых сигналах в полёте). Иногда днём можно услышать громкие и резкие версии этой песни, доносящиеся из дупла. Позывки также включают высокий «yuk», который взрослые птицы используют, чтобы вызывать молодняк из гнезда, угрожающее шипение на насесте, а также низкую трель птенцов, просящих пищу (этот звук, возможно, могут издавать и взрослые птицы, когда кормят птенцов). Известные звуковые сигналы полосатого совиного козодоя включают нисходящую трель «churr», напоминающую основную песню австралийского.
Существенно отличается вокализация горного совиного козодоя: птицы издают три (иногда два или четыре) неприятных звуковых сигнала, напоминающих «whor-whor-whor», каждый следующий выше предыдущего. Звуковой сигнал молуккского совиного козодоя представляет собой разнообразные крики и уханья. Основной позывкой является умеренно слабый визг, сразу за которым следует три коротких сигнала на одной высоте. Другие птицы могут реагировать на песню, повторяя её громче и быстрее. Серия диких, душераздирающих криков и кошачьих воплей служит в качестве тревожного сигнала. Звуковые сигналы большого совиного козодоя зафиксированы только в единичных случаях, а вокализация Aegotheles tatei и черноспинного совиного козодоя неизвестна. Описание звуковых сигналов совиных козодоев позволит легче находить птиц и даст больше информации для анализа.

## Распространение

### Ареал
Совиные козодои обитают в Австралазии на территории от Молуккских островов до Тасмании, Новой Каледонии и Новой Зеландии. Самое большое разнообразие наблюдается в равнинных и горных лесах Новой Гвинеи (до семи видов), хотя некоторые таксоны известны только по нескольким экземплярам. Молуккский совиный козодой является эндемиком Молуккских островов, а черноспинный — острова Новая Каледония. Точные ареалы видов определить сложно из-за малого количества музейных экспонатов, особенно из мест, где ареалы потенциально пересекаются.
Предположительно, все совиные козодои ведут оседлый образ жизни, хотя наблюдается рассеивание молодых птиц. Ни один из видов в настоящее время не вылетает за границы ареала. Некоторые кочёвки и рассеивания время от времени происходят у австралийского совиного козодоя, благодаря чему ареал данного вида включает острова Батерст, Мелвилл, Фрейзер, Кенгуру, Тасмания и Новая Гвинея. Появление таксонов на Молуккских островах, в Новой Каледонии и Новой Зеландии говорит о том, что в прошлом птицы, возможно, перемещались на бо́льшие расстояния. С другой стороны, это может служить показателем того, что птицы оказались на этих островах тогда, когда сами острова были расположены ближе к континенту. Современные совиные козодои не вылетают за пределы континентального шельфа.

### Среда обитания

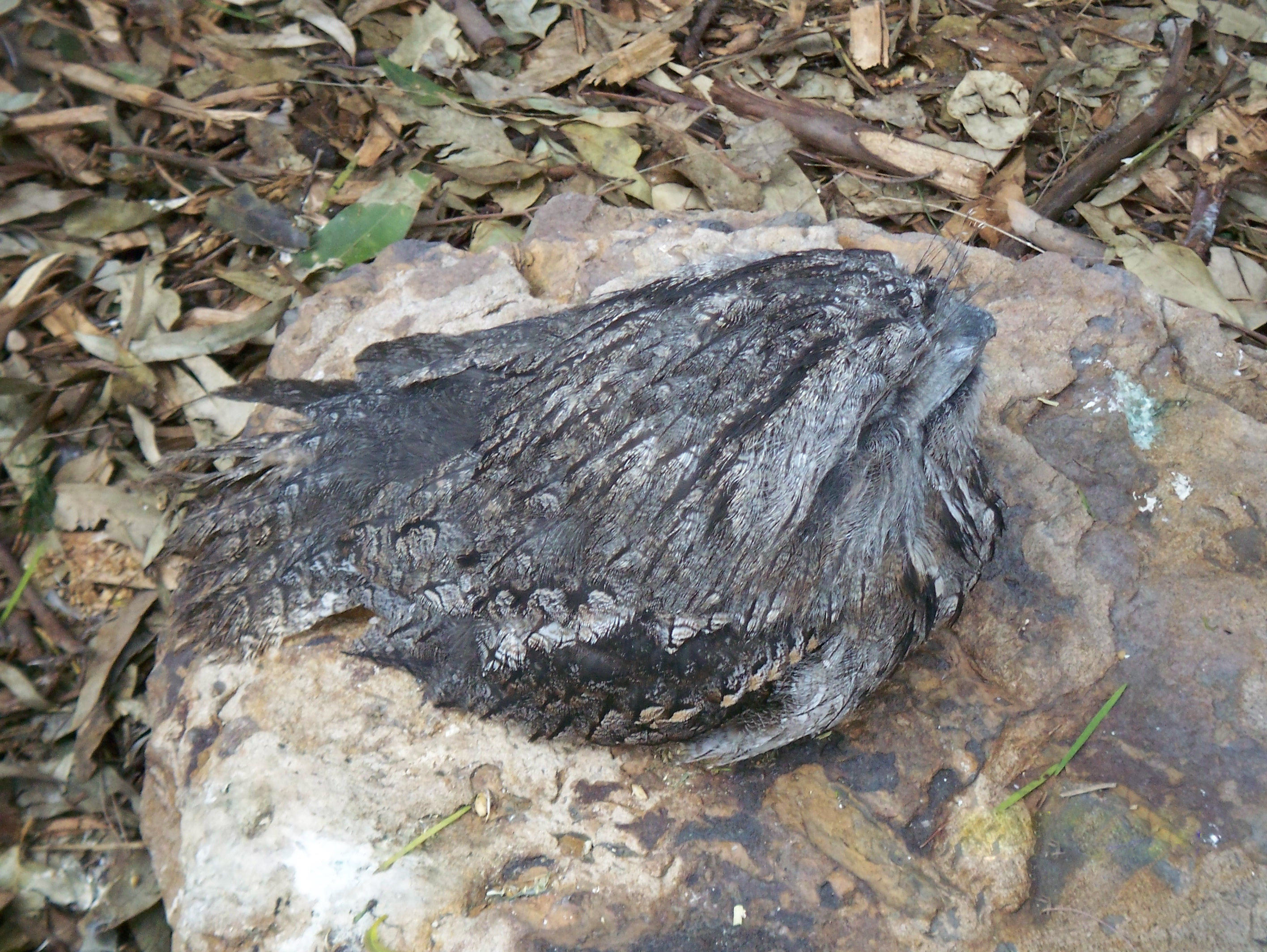
Австралийский совиный козодой (Aegotheles cristatus) на камне

В низменностях обитают молуккские совиные козодои (их ареал распространяется до высоты над уровнем моря 1800 м), совиные козодои Уоллеса (Aegotheles wallacii) (до 1540 м), полосатые совиные козодои (до 1125 м) и Aegotheles tatei (до 100 м). При этом номинативный подвид совиного козодоя Уоллеса встречается на высоте до 1125 м, а подвид Aegotheles wallacii manni — 985—1110 м. Преимущественно горными птицами являются большие (1150—3000 м) и горные (800—3700 м) совиные козодои.
Все совиные козодои, кроме австралийского, обитают в лесах, хотя о среде обитания черноспинного совиного козодоя известно мало. На краю леса отмечали полосатых и молуккских совиных козодоев с равнин, при этом последние встречаются также в редколесье и на культивируемых плантациях кокосовых пальм, а также больших и горных совиных козодоев с гор. Больших совиных козодоев можно встретить и во вторичном лесу или на берегах рек, а горных — в садах и папоротниковых саваннах, верхняя граница ареала подвида Aegotheles albertisi archboldi проходит по субальпийским кустарниковым районам. Австралийские совиные козодои хорошо адаптированы к открытым пространствам с высоким кустарникам, могут питаться в траве, однако встречаются и в вечнозелёных лесах, высоких манграх, а также открытых эвкалиптовых лесах.

### Численность и охранный статус
Международный союз охраны природы рассматривает Aegotheles archboldi в качестве отдельного вида (некоторые учёные считают его подвидом горного совиного козодоя, в то время как Международный союз орнитологов относит его к этому виду, не выделяя подвидов). При этом МСОП не выделяет Aegotheles terborghi. Таким образом, восемь видов совиных козодоев (включая Aegotheles archboldi) Международный союз охраны природы относит к видам, вызывающим наименьшие опасения. Австралийский совиный козодой остаётся одной из самых распространённых ночных птиц Австралии, несмотря на развитие дорожной инфраструктуры и присутствие интродуцированных хищников. Популяция этого вида в Тасмании очень невелика. Недавние наблюдения показывают, что молуккский совиный козодой широко распространён на острове Хальмахера. Черноспинный совиный козодой относится к видам на грани исчезновения. До ноября 1998 года, когда один его экземпляр был обнаружен учёными Джозефом Тобиасом (Joseph Tobias) и Джоном Экстромом (Jon Ekstrom), вид был известен только по останкам и музейному экспонату, полученному в 1880 году. Ещё один вид — Aegotheles affinis — считается близким к уязвимому положению.

## Питание
Информация об особенностях питания совиных козодоев очень скудная. Птицы в основном питаются насекомыми, на которых охотятся ночью. У австралийского совиного козодоя наблюдаются пики активности сразу после заката и непосредственно перед рассветом, в то время как в остальное время ночи птицы менее активны. Воду птицы пьют на краю водоёмов.
Больше всего известно о питании австралийских совиных козодоев. Птицы отслеживают добычу, преследуют её и ловят клювом во время коротких полётов с присады. Обычно они сидят на низких ветках и ловят насекомых на земле или на стволе дерева, часто при этом не приземляясь. Будучи на земле, могут собирать муравьёв или выпрыгивать вверх, чтобы ловить насекомых в воздухе. При большом количестве насекомых птицы могут охотится в полёте: они совершают быстрые регулярные взмахи крыльями, летят низко над землёй и преодолевают расстояние около 30 м. Содержание желудков австралийских совиных козодоев позволяет сделать следующие выводы об их диете: основу питания составляют жесткокрылые, кузнечиковые и муравьи, кроме того, рацион включает полужесткокрылых, тараканов, чешуекрылых и кожистокрылых. Растительный материал, изредка обнаруживаемый в желудках, по всей видимости, попадает туда случайно.
Молуккский совиный козодой снимает небольших насекомых с листьев или ловит летающих насекомых во время коротких вылазок с присады на среднем ярусе леса. Фекалии и желудки пойманных горных совиных козодоев в основном содержат остатки жесткокрылых, а также чешуекрылых, двукрылых и прямокрылых. Остатки земляных червей указывают на то, что часть пищи птицы собирают с земли. Птицы в основном охотятся ночью, особенности охоты остаются неизвестны. В желудках черноспинного и большого совиного козодоя также были обнаружены остатки жуков, при этом нет информации об особенностях охоты этих видов. Рацион и особенности охоты Aegotheles tatei, совиного козодоя Уоллеса и полосатого совиного козодоя остаются неизвестными.

## Размножение
Особенности размножения совиных козодоев также плохо изучены. Даже их сезон размножения определяется косвенным образом на основе размера яичников, а также редких сведений об увиденных птенцах. Птицы обычно ведут уединённый образ жизни; считается, что австралийские совиные козодои образуют пару на всю жизнь, которая в течение года живёт недалеко друг от друга. Площадь территории пары составляет около 10—80 га, хотя данных по этому вопросу очень мало. Нет информации об особом поведении птиц во время сезона размножения.

### Гнездо и кладка
Данные о гнёздах пяти видов совиных козодоев — большого, молуккского, черноспинного совиных козодоев, совиного козодоя Уоллеса и Aegotheles tatei — отсутствуют полностью. Единственное, что известно о размножении полосатого совиного козодоя — это размер яиц и их цвет. Было описано два гнезда горного совиного козодоя, оба в дуплах мёртвых деревьев. Оба раза в гнезде было по одному яйцу, но это не позволяет сделать выводы о размере кладок, так как, возможно, они не были закончены.
Австралийские совиные козодои строят гнёзда в дуплах деревьев, иногда в заборных столбах, упавших стволах, заброшенных зданиях или в норах на берегах рек. Дупло обычно находится на высоте 1—5 м от земли, но может быть и на уровне земли, или высоко вверху (до 20 метров и выше). Диаметр входа в гнездо составляет 7—25 см. Обычно гнездо находится на глубине около 1 м от входа в дупло, хотя это расстояние может варьировать от 0,3 м до 3,5 м. Строительством гнезда занимаются и самцы, и самки. Они насыпают на дно свежие листья или кусочки коры, на которых откладываются яйца. Учёные полагают, что частое использование листьев эвкалипта и акации связано с их репеллентными свойствами. По другим источникам, совиные козодои не выстилают гнездо.
Австралийские совиные козодои откладывают яйца с августа по декабрь, по всей видимости, ограничиваясь одной кладкой в год, хотя в случае потери могут сделать вторую кладку, иногда в том же гнезде. Округлые белые яйца немного блестят и обладают очень толстой скорлупой. Известно, что яйца полосатого совиного козодоя также белого цвета. Иногда сообщается о небольших отметинах, но скорее всего это грязные пятна. В настоящее время известны размеры яиц трёх видов — горного, полосатого и австралийского — все они находятся в диапазоне 27—32 × 21—25 мм. Яйца откладываются с интервалом в один или два дня, размер кладки варьирует от двух до пяти яиц, но обычно составляет три или четыре яйца. Высиживание яиц продолжается 25—27 дней, в основном им занимается самка, возможно, иногда её заменяет самец.

### Птенцы

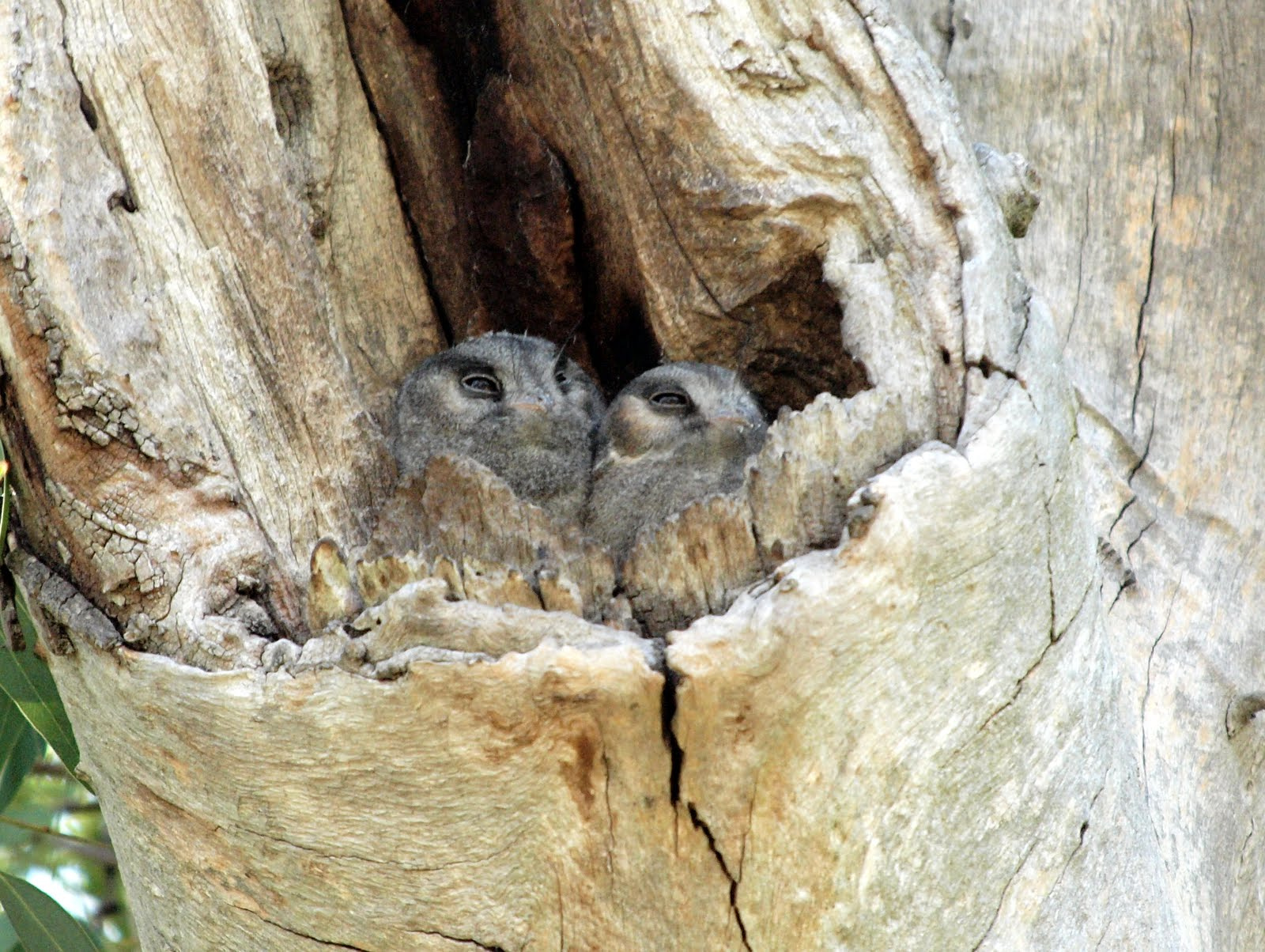
Птенцы австралийского совиного козодоя

Вылупившиеся птенцы покрыты белым первым пухом. Первые дни родители продолжают сидеть на гнезде и днём, и ночью, пока на четвёртый или пятый день у птенцов не открываются глаза, после чего взрослые птицы остаются с ними только днём. Обычно один родитель находится с птенцами, а второй сидит неподалёку. В случае угрозы птица остаётся на гнезде, распушает своё оперение, открывает рот и шипит. Через 11—12 дней (по другим данным, через 7—10 дней) у птенцов появляется серый мезоптиль, а взрослые птицы перестают сидеть на гнезде. Они всё ещё находятся рядом, но не в том же дупле. Через 14—17 дней птенцы полностью оперены, но не покидают гнездо в гнезде. В общей сложности птенцы остаются в гнезде 21—29 дней, в неволе — до 35 дней. После этого птенцы посреди ночи вылетают из гнезда и никогда в него не возвращаются, несмотря на то, что всё ещё местами покрыты детским пухом. После вылета из гнезда птенцы остаются с родителями ещё несколько месяцев, однако характер ухода за ними в это время неизвестен.
Кормлением птенцов занимаются оба родителя, успевая передать пищу всего за несколько секунд. Взрослые птицы приносят еду каждые 10-15 минут. Птенцы негромко кричат, выпрашивая её. Взрослые могут повторять этот звуковой сигнал, когда кормят птенцов.
Австралийские совиные козодои становятся половозрелыми на второй год. Продолжительность жизни неизвестна.

## Эволюция
Многочисленные остатки эндемика Новой Зеландии Aegotheles novaezealandiae простираются до голоцена (10 тысяч лет назад). По всей видимости, птицы всё ещё обитали на острове, когда около 1000—800 лет назад туда прибыли ранние полинезийцы (маори). Возможно, вымирание этого вида так или иначе связано с человеческой деятельностью. Из-за относительно длинных и сильных лап изначально вид был выделен в отдельный род Megaegotheles. Возможно, птицы проводили на земле больше времени, чем современные совиные козодои. Позднее было показано, что редкий черноспинный совиный козодой из Новой Каледонии также обладает длинными лапами, из-за чего ископаемый род был объединён с современным, что подтверждается последующими исследованиями.
В Новом Южном Уэльсе в Австралии в 1977 году были обнаружены другие окаменелые остатки Quipollornis koniberi с датировками от раннего до среднего миоцена и пропорциями скелета, существенно отличающимися от представителей Aegotheles. Таким образом, совиные козодои обитают в австралийском фаунистическом регионе уже очень давно, возраст находок составляет 19—15,9 млн лет. Вместе с тем, в 1982 году в отложениях во Франции (Phosphorites du Quercy) были обнаружены более древние остатки, возможно относящиеся к совиным козодоям, их относят к периоду от позднего эоцена до позднего олигоцена. Вместе с другими близкими европейскими находками, в частности лягушкоротами (Podargidae) и исполинскими козодоями (Nyctibiidae), это позволяет предположить более сложную хронологию распространения этих птиц.
Эволюцию внутри рода совиных козодоев проследить очень сложно: он достаточно однороден, а многие его представители плохо изучены. В пределах рода условно различают «наиболее развитые» и «наименее развитые» виды. К первым относят австралийского, полосатого (включая два недавно выделенных вида) и черноспинного совиных козодоев. Австралийский совиный козодой с мелкозернистым серым оперением, заострёнными крыльями и относительно длинным хвостом адаптирован к жизни на открытом пространстве и, по всей видимости, является наиболее развитым видом. Многие из этих признаков характеризуют и полосатого совиного козодоя, в то время как черноспинный совиный козодой выделяется из группы зазубренным рисунком на своем тёмном, довольно безликом, оперении.
С другой стороны, три крупных вида совиных козодоев — большой совиный козодой, молуккский совиный козодой и Aegotheles tatei — являются «наименее развитыми», они демонстрируют внешнее сходство с некоторыми индо-малайскими лягушкоротами (Batrachostomus). Для них характерен широкий и довольно сильный клюв, схожий рыжий цвет оперения, особенно на лопатках и в нижней части тела, прямые хвостовые перья со слегка заострёнными кончиками и удлинённые щетинки над ушами. Эти особенности могут быть первичными признаками отдельного рода Euaegotheles, выделяемого некоторыми учёными, или результатом конвергентной адаптации к образу жизни в дождевых лесах.
Оставшиеся виды условно расположены между этими двумя группами, при этом совиный козодой Уоллеса мало похож на остальных представителей семейства.

## Систематика
Долгое время совиных козодоев, наряду с голарктическими настоящими козодоями (Caprimulgidae), неотропическими исполинскими козодоями (Nyctibiidae) и гуахаро (Steatornithidae), а также австралийскими лягушкоротами (Podargidae), относили к отряду козодоеобразных. Все представители отряда ведут преимущественно ночной образ жизни и в основном питаются насекомыми (кроме гуахаро). Птицы внешне похожи друг на друга, у них широкий клюв, очень широко раскрывается рот, мягкое оперение схожей раскраски. Однако внутренняя анатомия представителей этого отряда различается. Пытаясь построить филогенетическое дерево козодоеобразных, учёные отказывались от монофилии одной из пар [Caprimulgidae + Nyctibiidae] или [Podargidae + Aegotheledae]. Американский орнитолог Джоель Кракрафт в 2001 году посчитал положение двух последних семейств неясным. По мнению немецкого палеонтолога Геральда Майра, совиных козодоев редко включали в исследования из-за малого количества информации о семействе.
В составе отряда козодоеобразных совиных козодоев выделяли в отдельный подотряд Aegotheli. Схожесть совиных козодоев с совами может объясняться как конвергентной эволюцией, так и близким родством. В пользу последнего говорят некоторые анатомические особенности, общие для сов и совиных козодоев, белые яйца, а также схожие гнёзда. По данным ДНК-гибридизации, полученным Сибли и Алквистом, именно совиные козодои, а не гуахаро (Steatornis caripensis) являются древнейшими представителями отряда козодоеобразных. Учёные предположили монофилию группы козодоеобразных и стрижеобразных, а также схожесть ископаемого семейства стрижеобразных Aegialornithidae с ископаемым семейством козодоеобразных Archaeotrogonidae.
В 2002 году Майр показал парафилию отряда козодоеобразных, включающего совиных козодоев, и монофилию отряда стрижеобразных с совиными козодоями. Он обратил внимание, что на возможное родство этих групп указывал ещё английский зоолог Томас Генри Гексли в 1867 году. Вместе с тем, совиные козодои существенно отличаются от стрижеобразных внешне, у них другие пропорции костей крыла и лапы, а также глубокие разрезы грудины. Принимая во внимание, что совиные козодои расположены довольно далеко от остальных представителей отряда — стрижей, древесных стрижей и колибри, Международный союз орнитологов выделил их в отдельный отряд Aegotheliformes.

### Классификация
Филогенетическое дерево совиных козодоев было построено американским биологом Джеком Думбахером и другими в 2003 году. В настоящее время семейство считается монотипичным, все птицы в нём относятся к роду Aegotheles, а различия в анатомии скелета и размере сальной железы признаны несущественными. Некоторые учёные выделяют крупнейшие виды совиных козодоев в отдельный род Euaegotheles Mathews, 1918, который включает большого совиного козодоя, выделенного из него в отдельный вид Aegotheles tatei и молуккского совиного козодоя. Для этих птиц характерно рыжее ювенильное оперение, которое другими учёными рассматривается как плезиоморфный признак. Некоторые учёные предлагают выделение сестринских таксонов большого совиного козодоя и Aegotheles tatei в отдельный род.
Австралийский совиный козодой остаётся одной из самых слабо изученных птиц австралийского континента, при этом остальные совиные козодои изучены ещё хуже, а о некоторых видах, обитающих в Папуа — Новой Гвинее, практически ничего не известно. Современные технологии, в частности, призывание птиц с использованием записей их позывок, радиолокация, световые метки, а также использование приборов ночного видения, могут позволить получить больше данных.
Международный союз орнитологов выделяет десять современных видов совиных козодоев в составе одноимённого рода Aegotheles Vigors & Horsfield, 1827. Ещё два вида — Aegotheles novaezealandiae (Scarlett, 1968) и Quipollornis koniberi Rich & McEvey, 1977 — являются вымершими. Выделение в отдельный вид восточного горного совиного козодоя (Aegotheles archboldi), а также подвидов горного совиного козодоя требует дальнейшего изучения.
| Современные виды                                       | Современные виды              | Современные виды | Современные виды                                      | Современные виды                                          |
| Научное название                                       | Русское название              | Изображение      | Описание                                              | Распространение                                           |
| ------------------------------------------------------ | ----------------------------- | ---------------- | ----------------------------------------------------- | --------------------------------------------------------- |
| Aegotheles affinis Salvadori, 1876                     |                               |                  | Общая длина — около 23 см.                            | Обитает на полуострове Чендравасих острова Новая Гвинея.  |
| Aegotheles albertisi P. L. Sclater, 1874               | Горный совиный козодой        |                  | Общая длина — 18—20 см, масса — 29—40 г.              | Обитает на острове Новая Гвинея.                          |
| Aegotheles bennettii Salvadori & D'Albertis, 1875      | Полосатый совиный козодой     |                  | Общая длина — 20—23 см, масса — 45—47 г; три подвида. | Обитает на острове Новая Гвинея.                          |
| Aegotheles crinifrons (Bonaparte, 1850)                | Молуккский совиный козодой    |                  | Общая длина — 29 см, масса — 105—167 г.               | Обитает на Молуккских островах.                           |
| Aegotheles cristatus (Shaw, 1790)                      | Австралийский совиный козодой |                  | Общая длина — 21—25 см, масса — 35—65 г; два подвида. | Обитает в Австралии, на островах Тасмания и Новая Гвинея. |
| Aegotheles insignis Salvadori, 1876                    | Большой совиный козодой       |                  | Общая длина — 28—30 см, масса — 59—85 г.              | Обитает в горных районах острова Новая Гвинея.            |
| Aegotheles savesi E. L. Layard & E. L. C. Layard, 1881 | Черноспинный совиный козодой  |                  | Общая длина — 28 см.                                  | Обитает на острове Новая Каледония.                       |
| Aegotheles tatei Rand, 1941                            |                               |                  | Общая длина — 25 см.                                  | Обитает на острове Новая Гвинея.                          |
| Aegotheles terborghi Diamond, 1967                     |                               |                  |                                                       | Обитает на острове Новая Гвинея.                          |
| Aegotheles wallacii G. R. Gray, 1859                   | Совиный козодой Уоллеса       |                  | Общая длина — 20—23 см, масса — 46,5—52 г             | Обитает на острове Новая Гвинея.                          |